# الیف شاهین
الیف شاهین (ترکی استانبولی: Elif Şahin؛ زادهٔ ۱۹ ژانویهٔ ۲۰۰۱) یک بازیکن والیبال اهل ترکیه است. او دارای ۱٫۸۹ متر (۶ فوت ۲ ۱⁄۲ اینچ) قدو ۶۸ کیلوگرم (۱۵۰ پوند) است و در موقعیت پاسور بازی می‌کند. او برای اجزانه‌باشی داویت در استانبول بازی می‌کند. او عضو تیم ملی والیبال زنان ترکیه است.

## حرفه باشگاهی
او فعالیت ورزشی خود را در آکادمی کارایولاری در زادگاهش آنکارا در فصل ۱۸–۲۰۱۷ آغاز کرد. او با تیم جوانان در فصل ۱۹–۲۰۱۷ نایب قهرمان ترکیه شد.
او در لیگ والیبال زنان ترکیه ۲۰۲۰–۲۱ به اجزانه‌باشی داویت مستقر در استانبول پیوست. در همان فصل، او قهرمان جام قهرمانان AXA Sigorta 2020 شد. او مدال برنز مسابقات قهرمانی باشگاه‌های جهان والیبال زنان FIVB 2022 در آنتالیا ترکیه را به دست آورد.

## زندگی شخصی
الیف شاهین در ۱۹ ژانویه ۲۰۰۱ در آنکارا، ترکیه به دنیا آمد او دو خواهر دارد. خواهر دو سال بزرگتر از او، صالحا نیز یک والیبالیست حرفه ای در موقعیت آبشارزن است که در همان باشگاه با او بازی می‌کرد.